# Список транспортных сооружений через Волгу
Раннее упоминание о мосте, построенном через Волгу, относится ко времени осады Твери (1375) князем Московским Дмитрием Ивановичем, впоследствии получившим прозвище «Донской».
Первую попытку систематизации сведений о волжских мостах (железнодорожных и шоссейных) предпринял инженер путей сообщения К. А. Оппенгейм (1872—1939). В своей работе «Мосты через Волгу и её дельту» (1915) он указывал, что сбор сведений о мостах весьма затруднителен, так как имеется очень небольшое количество специальной литературы, а время от времени издаваемые альбомы исполнительных чертежей и пояснительных записок доступны очень немногим. Поэтому он предлагал «как можно скорее» начать сбор данных о мостах, особенно мостах из металлических конструкций, как наиболее значительной группы мостовых сооружений. Оппенгейм упоминает изданный за два года до его книги справочник «Сведения о мостах на водных путях Российской империи» под редакцией инженера Н. А. Венедиктова, однако в нём собраны сведения, касающиеся вопросов судоходства и приведено лишь самое общее описание мостов. Оппенгейм насчитывал по состоянию на 1915 год 10 мостов через Волгу: 9 железнодорожных и 1 автодорожный, а также 3 моста через дельту реки.
В настоящий список включены транспортные сооружения (мосты, плотины, насыпи, гидроэлектростанции и канатная дорога), построенные через Волгу. Наклонным шрифтом выделены названия нефункционирующих (разрушенных, планируемых или строящихся) сооружений.
| №   | Название                                                 | Тип перехода                                  | Длина, м                             | Ширина, м               | Расположение                                                           | Примечание | Изображение                           |
| --- | -------------------------------------------------------- | --------------------------------------------- | ------------------------------------ | ----------------------- | ---------------------------------------------------------------------- | --- | ------------------------------------- |
| 1.  | Волговерховский мост                                     | Пешеходный                                    |                                      |                         | Волговерховье                                                          | |                                       |
|     | Волговерховская плотина                                  | Пешеходный                                    |                                      |                         | Волговерховье                                                          | Находится в руинированном состоянии |                                       |
| 2.  | Мостки через Волгу на экологической тропе к истоку Волги | Пешеходный                                    |                                      |                         | Между 28К-1185 и истоком Волги в обход Волговерховья.                  | |                                       |
| 3.  | Насыпь на автодороге                                     | Автомобильный                                 |                                      |                         | Вороново 28К-1185                                                      | Ранее на этом участке располагался мост. |                                       |
| 4.  | Насыпь на автодороге                                     | Автомобильный                                 |                                      |                         | 28К-1185                                                               | Между Коковкино и Новинка. Ранее на этом участке располагался мост. |                                       |
|     | Наумовский мост                                          | Автомобильный                                 |                                      |                         |                                                                        | Близ Ширково. Разрушен |                                       |
|     | Вселукский мост                                          | Автомобильный                                 |                                      |                         |                                                                        | Разрушен |                                       |
| 5.  | Пеновский мост                                           | Автомобильный                                 |                                      |                         |                                                                        | |                                       |
| 6.  | Пеновский железнодорожный мост                           | Железнодорожный                               |                                      | Однопутный              |                                                                        | |                                       |
|     | Лоховский мост                                           | Автомобильный                                 |                                      |                         | Между деревнями Большое и Малое Лохово                                 | Разрушен |                                       |
| 7.  | Селищенский мост                                         | Автомобильный                                 | 80 м                                 |                         |                                                                        | В районе Селище в сторону Завирье |                                       |
| 8.  | Верхневолжский бейшлот                                   | Пешеходный                                    |                                      |                         |                                                                        | Плотина |                                       |
| 9.  | Скакулинский железнодорожный мост                        | Железнодорожный                               |                                      | Однопутный              | Перегон Скакулино — Селижарово                                         | На железной дороге Лихославль — Соблаго |                                       |
| 10. | Селижаровский подвесной мост                             | Пешеходный                                    |                                      |                         | Селижарово                                                             | |                                       |
| 11. | Селижаровский мост                                       | Автомобильный                                 |                                      |                         | Селижарово                                                             | |                                       |
| 12. | Тростинский мост                                         | Автомобильный                                 | 157,8 м                              | Двухполосный            |                                                                        | На отвороте с трассы Р87 на Борисово |                                       |
| 13. | Климовский мост                                          | Автомобильный                                 | 327,3 м                              | Двухполосный            | Климово                                                                | На отвороте с трассы Р87 на Ананкино |                                       |
| 14. | Ржевский железнодорожный мост                            | Железнодорожный                               | 170 м                                | Однопутный              | Ржев, перегон Ржев — Мелихово                                          | На железной дороге Ржев — Вязьма |                                       |
| 15. | Новый мост                                               | Автомобильный                                 | 323,3 м                              | Четырёхполосный         | Ржев                                                                   | |                                       |
| 16. | Старый мост                                              | Автомобильный                                 | 113 м                                | Двухполосный            | Ржев                                                                   | |                                       |
| 17. | Зубцовский мост                                          | Автомобильный                                 | 208,1 м                              | Двухполосный            | Зубцов                                                                 | На выезде из города в сторону Большого Пищалино |                                       |
| 18. | Зубцовский висячий мост                                  | Пешеходный                                    | 170 м                                |                         | Зубцов                                                                 | |                                       |
| 19. | Старицкий мост                                           | Автомобильный                                 | 331,7 м                              | Двухполосный            | Старица 28К-0576                                                       | На выезде из города в направлении Твери |                                       |
| 20. | Мигаловский мост                                         | Автомобильный                                 | 304 м + правобережная эстакада 888 м | Восьмиполосный          | Тверь E 105М10                                                         | Обход Твери |                                       |
|     | Западный мост                                            | Автомобильный                                 | 350 м                                | Шестиполосный           | Тверь                                                                  | Строится |                                       |
| 21. | Тверской железнодорожный мост                            | Железнодорожный                               | 190 м                                | Двухпутный              | Тверь, перегон Дорошиха — Пролетарская                                 | Железная дорога Санкт-Петербург — Москва. Мост был построен 1849 году на 449 версте Николаевской железной дороги. Изначально конструкции моста были деревянными, он имел три пролёта по 28 саженей каждый. Деревянные фермы были отремонтированы в 1865—1866 годах.                                           |                                       |
| 22. | Староволжский мост                                       | Автомобильный                                 | 215,5 м                              |                         | Тверь                                                                  | Между площадью Мира и набережной Михаила Ярославича |                                       |
|     | Тверской понтонный мост                                  | Гужевой                                       |                                      |                         | Тверь                                                                  | Между современными Староволжским и Нововолжским мостами, наводился на протяжении 200 лет до появления Староволжского моста. |                                       |
| 23. | Нововолжский мост                                        | Автомобильный                                 | 281 м                                |                         | Тверь                                                                  | Между Комсомольским и Тверским проспектами |                                       |
| 24. | Восточный мост                                           | Автомобильный                                 | 450 м                                | Четырёхполосный         | Тверь                                                                  | По улице Маяковского |                                       |
| 25. | Оршинский мост                                           | Автомобильный                                 | 738 м                                | Четырёхполосный         | М11 (Северный обход Твери)                                             | |                                       |
| 26. | Иваньковская ГЭС                                         | Автомобильный                                 |                                      | Двухполосный            | Дубна                                                                  | Из центра города в сторону Москвы. Под шлюзами автодорога проходит в тоннеле. |                                       |
| 27. | Дубненский мост                                          | Автомобильный                                 | 971 м                                | Четырёхполосный         | Дубна                                                                  | В створе улицы Вернова Открыт для движения 30 ноября 2018 года. |                                       |
| 28. | Кимрский мост                                            | Автомобильный                                 | 554,4 м                              | Четырёхполосный         | Кимры                                                                  | Из центра города в сторону Москвы |                                       |
| 29. | Калязинский мост                                         | Совмещённый                                   | 330 м; 430 м                         | Однопутный Двухполосный | Перегон Калязин Пост — 195 км. Между сёлами Иванково и Пузиково        | Железная дорога Кашин — Калязин. Автомобильная дорога Кашин — Калязин |                                       |
| 30. | Угличская ГЭС                                            | Автомобильный                                 |                                      | Двухполосный            | Углич                                                                  | Из центра Углича в сторону Бурмасово | Водосливная плотина и здание ГЭС      |
| 31. | Волжский железнодорожный мост                            | Железнодорожный                               | 496 м                                | Однопутный              |                                                                        | Железнодорожная линия Бологое — Рыбинск, перегон Волга — Тихменево. Первый мост, Рыбинский мост на 24 версте Московско-Виндаво-Рыбинской железной дороге был старейшим по возрасту пролётных строений, построен в 1869—1871 годах. Новый мост построен в 1938 году после заполнения Угличского водохранилища. |                                       |
| 32. | Рыбинская ГЭС                                            | Совмещённый                                   |                                      | Однопутный Двухполосный | Перегон Переборы — Каменники                                           | Внутригородская автодорога. Железная дорога Рыбинск — Каменники |                                       |
| 33. | Рыбинский мост                                           | Автомобильный                                 | 720 м                                | Двухполосный            | Рыбинск Р104                                                           | Из центра города в сторону Череповца |                                       |
| 34. | Юбилейный мост                                           | Автомобильный                                 | 3510 м (с эстакадами)                | Четырёхполосный         | Ярославль М8                                                           | Часть объездной дороги города Ярославля |                                       |
| 35. | Ярославский железнодорожный мост                         | Железнодорожный                               | 810 м                                | Двухпутный              | Ярославль, перегон Приволжье — Филино                                  | Железная дорога Ярославль — Данилов |                                       |
| 36. | Октябрьский мост                                         | Автомобильный                                 | 800 м                                | Четырёхполосный         | Ярославль                                                              | Между Октябрьской площадью и Урочской улицей |                                       |
|     | Южный мост                                               | Автомобильный                                 | 813,3 м                              | Четырёхполосный         | Ярославль                                                              | Строительство планируется начать осенью 2025 г. с сооружения транспортной развязки и эстакады на правом берегу Волги. В течение 2026 г. планируется установить промежуточные опоры. |                                       |
| 37. | Костромской мост                                         | Автомобильный                                 | 1236 м                               | Четырёхполосный         | Кострома                                                               | Между улицами Магистральная и Подлипаева |                                       |
| 38. | Костромской железнодорожный мост                         | Железнодорожный                               | 780 м                                | Однопутный              | Кострома                                                               | Железнодорожный обход Костромы на Галич |                                       |
|     | Новый костромской мост                                   | Автомобильный                                 | 1395 м                               | Четырёхполосный         | Около деревни Середняя (Часть проекта южной объездной дороги Костромы) | Ведётся обоснование инвестиций |                                       |
| 39. | Кинешемский мост                                         | Автомобильный (движение пешеходов запрещено!) | 1646 м                               | Четырёхполосный         | Кинешма 57°29′30″ с. ш. 42°04′31″ в. д.                                | Строился как совмещённый |                                       |
| 40. | Нижегородская ГЭС                                        | Автомобильный                                 |                                      | Двухполосный            | Заволжье 56°40′08″ с. ш. 43°23′52″ в. д.                               | В Нижегородской области, между городами Заволжье и Городец |                                       |
| 41. | Борский мост                                             | Совмещённый (движение пешеходов запрещено!)   | 1608 м                               | Двухпутный Двухполосный | Нижний Новгород Р159 56°21′14″ с. ш. 43°55′27″ в. д.                   | Из Нижнего Новгорода в Неклюдово | Общий вид                             |
|     | Нижегородский понтонный мост                             | Автомобильный (закрыт в 2016 году)            | 377 м                                | Двухполосный            | Нижний Новгород Р159 56°21′12″ с. ш. 43°55′32″ в. д.                   | Из Нижнего Новгорода в Неклюдово | Понтонный мост на фоне Борского моста |
| 42. | Второй Борский мост                                      | Автомобильный (движение пешеходов запрещено!) | 1451 м                               | Двухполосный            | Нижний Новгород Р159 56°21′12″ с. ш. 43°55′32″ в. д.                   | Из Нижнего Новгорода в Неклюдово | Второй Борский мост                   |
| 43. | Нижегородская канатная дорога                            | Пешеходный                                    | 3661 м                               |                         | Нижний Новгород, Бор56°20′24″ с. ш. 44°03′03″ в. д.                    | Из Нижнего Новгорода в Бор | Канатная дорога                       |
|     | Мост в Подновье                                          | Автомобильный                                 | 4757 м                               | Четырёхполосный         | Нижний Новгород, Бор                                                   | Строительство отложено | Фото проекта                          |
| 44. | Чебоксарская ГЭС                                         | Автомобильный                                 |                                      | Четырёхполосный         | Новочебоксарск                                                         | У города Новочебоксарска в Чувашии. Строился как совмещённый |                                       |
| 45. | Романовский мост                                         | Железнодорожный                               | 1063,2 м                             | Двухпутный              | Зеленодольск                                                           | На перегоне Зеленодольск — Нижние Вязовые |                                       |
| 46. | Займищенский мост                                        | Автомобильный                                 | 890 м                                | Четырёхполосный         | Казань М7                                                              | У западной окраины Казани в сторону села Набережные Моркваши |                                       |
| 47. | Мост через Волгу (М12)                                   | Автомобильный                                 | 3362 м                               | Четырёхполосный         | Гребени — Орёл М12 55°34′29″ с. ш. 49°00′07″ в. д.                     | |                                       |
| 48. | Президентский мост                                       | Автомобильный (движение пешеходов запрещено!) | 5825 м                               | Четырёхполосный         | Ульяновск                                                              | |                                       |
| 49. | Императорский мост                                       | Совмещённый (движение пешеходов запрещено!)   | 2089 м                               | Однопутный Двухполосный | Ульяновск P178                                                         | |                                       |
| 50. | Мост через Волгу (обход Тольятти)                        | Автомобильный                                 | 3750 м                               | Четырёхполосный         | Климовка (северная объездная дорога Тольятти)                          | |                                       |
| 51. | Жигулёвская ГЭС                                          | Совмещённый                                   |                                      | Однопутный Двухполосный | Тольятти M5                                                            | Соединяет Жигулёвск и Тольятти. Также перегон Жигулёвск — Жигулёвское море железнодорожной линии Сызрань — Жигулёвское море |                                       |
| 52. | Сызранский мост                                          | Железнодорожный                               | 1436 м                               | Двухпутный              | Октябрьск 53°10′19″ с. ш. 48°47′55″ в. д.                              | Перегон Октябрьск — Обшаровка железной дороги Пенза — Самара |                                       |
| 53. | Саратовская ГЭС                                          | Совмещённый                                   |                                      | Двухпутный Двухполосный | Балаково                                                               | Соединяет Балаково и Широкий Буерак. Также перегон Балаково — Терса железной дороги Сенной — Пугачёв |                                       |
| 54. | Саратовский мост (новый)                                 | Автомобильный                                 | 2350 м + 668 м                       | Четырёхполосный         | Саратов, в составе объездной дороги вокруг Саратова и Энгельса         | Между сёлами Пристанное и Шумейка |                                       |
| 55. | Саратовский мост                                         | Автомобильный                                 | 2825,8 м                             | Трёхполосный            | Саратов, Энгельс E36                                                   | Между Соколовой улицей в Саратове и Лесозаводской улицей в Энгельсе. Граница между городами — остров на середине реки. |                                       |
| 56. | Саратовский железнодорожный мост                         | Железнодорожный                               | 1850 м                               | Однопутный              | Саратов, Энгельс 51°24′44″ с. ш. 45°58′44″ в. д.                       | Перегон Нефтяная — Анисовка Приволжской железной дороги |                                       |
|     | Новый мост (Южный обход Саратова)                        | Автомобильный                                 |                                      | Четырёхполосный         | Хмелевка 51°21′34″ с. ш. 45°57′09″ в. д.                               | Строительство началось 12 декабря 2024 года в рамках проекта «Южный обход города Саратов» |                                       |
| 57. | Волжская ГЭС                                             | Совмещённый                                   |                                      | Двухпутный Двухполосный | Волгоград Р22648°49′28″ с. ш. 44°40′36″ в. д.                          | Соединяет Волгоград и Волжский. Также перегон Мечётка — Волжский железной дороги Волгоград — Верхний Баскунчак |                                       |
| 58. | Волгоградский мост                                       | Автомобильный                                 | 2514 м                               | Двухполосный            | Волгоград                                                              | Соединяет Волгоград с Краснослободском и Среднеахтубинским районом Волгоградской области. |                                       |
| 59. | Астраханский мост (новый)                                | Автомобильный                                 | 2505 м                               | Четырёхполосный         | Астрахань E40                                                          | Два моста через два рукава Волги |                                       |
| 60. | Астраханский мост (старый)                               | Совмещённый                                   | 957,5 м                              | Однопутный Двухполосный | Астрахань Р214                                                         | Соединяет районы Астрахани. Также перегон Астрахань — Старокучергановка железной дороги Астрахань — Кизляр |                                       |